# 山本拓司
山本 拓司（やまもと たくじ、1979年11月29日 -  ）（現:髙橋 拓司）は、大阪府吹田市出身の元プロ野球選手（投手）。左投左打。

## 経歴
金光大阪高等学校を卒業後、大阪産業大学に入学。
阪神大学リーグでは2回生秋のリーグ戦から出場して通算30試合に登板し、12勝12敗、防御率2.08だった。2001年のドラフト会議にてオリックス・ブルーウェーブより7巡目で指名され、入団した。
2002年は左のワンポイント・ショートリリーフとして28試合に登板。
2003年には26試合に登板し初勝利をあげた。3年目以降はサイドスローにも挑戦しているが同年、自動車を運転しているときにスピード違反を犯し、10万円の罰金を科せられた。のち、分配ドラフトを経て2005年にオリックス・バファローズと契約したが、合併球団では一度も一軍登板することはなく退団、現役を引退した。
現在は近畿中央ビジネス株式会社の代表取締役を務める。

## 詳細情報

### 年度別投手成績
| 年 度     | 球 団      | 登 板 | 先 発 | 完 投 | 完 封 | 無 四 球 | 勝 利 | 敗 戦 | セ 丨 ブ | ホ 丨 ル ド | 勝 率 | 打 者 | 投 球 回 | 被 安 打 | 被 本 塁 打 | 与 四 球 | 敬 遠 | 与 死 球 | 奪 三 振 | 暴 投 | ボ 丨 ク | 失 点 | 自 責 点 | 防 御 率 | W H I P |
| --------- | ---------- | ----- | ----- | ----- | ----- | -------- | ----- | ----- | -------- | ----------- | ----- | ----- | -------- | -------- | ----------- | -------- | ----- | -------- | -------- | ----- | -------- | ----- | -------- | -------- | ------- |
| 2002      | オリックス | 28    | 0     | 0     | 0     | 0        | 0     | 2     | 0        | --          | .000  | 57    | 14.1     | 7        | 0           | 8        | 0     | 1        | 14       | 0     | 0        | 6     | 5        | 3.14     | 1.05    |
| 2003      | オリックス | 26    | 0     | 0     | 0     | 0        | 2     | 1     | 0        | --          | .667  | 50    | 9.1      | 12       | 1           | 10       | 1     | 2        | 5        | 3     | 0        | 10    | 10       | 9.64     | 2.36    |
| 通算：2年 | 通算：2年  | 54    | 0     | 0     | 0     | 0        | 2     | 3     | 0        | --          | .400  | 107   | 23.2     | 19       | 1           | 18       | 1     | 3        | 19       | 3     | 0        | 16    | 15       | 5.70     | 1.56    |

### 記録
- 初登板：2002年8月5日、対日本ハムファイターズ16回戦（東京ドーム）、8回裏2死に3番手で救援登板・完了、1/3回を無失点
- 初奪三振：同上、8回裏に小笠原道大から
- 初勝利：2003年5月30日、対日本ハムファイターズ7回戦（Yahoo! BBスタジアム）、8回表1死に2番手で救援登板、2/3回を無失点

### 背番号
- 56 （2002年 - 2005年）